# Длагнев, Тервел
Тервел Ивайлов Длагнев (англ. Tervel Ivaylov Dlagnev, 19 ноября 1985) — американский борец вольного стиля, бронзовый призёр Олимпийских игр, призёр чемпионатов мира и панамериканский чемпион; по национальности — болгарин.

## Биография
Родился в 1985 году в Софии (Болгария). В 1989 году вместе с родителями эмигрировал в США. 
В 2008 году завоевал бронзовую медаль чемпионата США. В 2009 году на чемпионате США стал обладателем серебряной медали, а также завоевал бронзовую медаль чемпионата мира. В 2010 году вновь стал серебряным призёром чемпионата США, но при этом выиграл Кубок мира и стал панамериканским чемпионом. В 2011 году стал чемпионом США и обладателем золотой медали Панамериканских игр, а также завоевал бронзовые медали престижных международных турниров — мемориала Ивана Ярыгина в Красноярске, и мемориала Александра Медведя в Минске. 
В 2012 году вновь выиграл Кубок мира и стал панамериканским чемпионом, но на Олимпийских играх в Лондоне оказался лишь 5-м. 
В январе 2019 года грузинский борец Давит Модзманашвили был дисквалифицирован за применение допинга и лишён серебряной награды Олимпийских игр 2012 года.
23 июля 2019 года решением МОК Артур Таймазов, выступавший за сборную Узбекистана, был лишен золотой медали Олимпийских игр 2012 года в результате перепроверки допинг-проб.
26 июля 2019 года МОК и Международная федерация борьбы (UWW) перераспределили  медали Олимпийских игр 2012 года, и Тервел Длагнев был объявлен бронзовым призёром Игр., 
В 2013 году стал серебряным призёром Кубка мира. В 2014 году завоевал бронзовую медаль чемпионата мира.